# Vuelta a Venezuela 2012
La 49ª edición de la Vuelta Ciclista a Venezuela, se disputó desde el 6 al 15 de julio de 2012.
Integrada al calendario internacional americano como la 24.ª carrera de dicha competición, el recorrido fue de casi 1265 km en terreno completamente plano, recorriendo los estados de Monagas, Sucre, Estado Anzoátegui, Guárico, Aragua, Cojedes, Portuguesa, Lara, Yaracuy, Carabobo y Distrito Capital. La prueba contó con 7 etapas en ruta y 3 en circuito. Tampoco se disputó contrarreloj, lo cual aumentó las posibilidades para los velocistas.
El vencedor fue el venezolano Miguel Ubeto, integrante del equipo Androni Giocattoli-Venezuela, logrando por primera vez la ronda venezolana. Fue seguido en el podio por sus compatriotas Arthur García de Lotería del Táchira y Adelso Valero de Gobernación del Zulia.
El argentino Maximiliano Richeze defendiendo a su selección nacional, destacó al vencer en 4 etapas y además ganó la clasificación por puntos. Las demás clasificaciones secundarias fueron para Manuel Medina (montaña), Gil Cordovés (sprints especiales), Fernando Briceño (jóvenes) y Gobernación del Zulia (equipos).

## Equipos participantes
Comenzaron la carrera 132 ciclistas en 22 equipos de los que arribaron 98. Diecisiete equipos fueron venezolanos y 5 extranjeros. En los locales participaron la Gobernación del Zulia, Lotería del Táchira y su segundo equipo (Kino Drodínica) entre otros, mientras que los equipos extranjeros el Androni Giocattoli-Venezuela (que aunque tiene licencia italiana participó con 5 de los 6 venezolanos con que cuenta el equipo), el Boyacá Orgullo de América de Colombia y las selecciones de Argentina, Cuba y Ecuador.
| - Gobernación del Zulia - Alcaldía de Maracaibo - Gobernación de Carabobo - Fuerza Motors - Transporte Moya - Alcaldía de Valencia - Lotería del Táchira - Kino Táchira - Drodínica - Fundación Nelson Cabrera - Alcaldía de Iribarren - Ejército Bolivariano - Fundadeporte Carabobo - Alcaldía de Mariño - Fegaven - PDVSA - Petrocedeño - IRDEB - Gobernación de Barinas | - Androni Giocattoli-Venezuela - Boyacá Orgullo de América - Selección de Cuba - Selección de Argentina - Selección de Ecuador |

## Etapas
| Etapa | Fecha       | Recorrido                             | km    | Ganador             | Líder               |
| 1.ª   | 6 de julio  | Circuito en Maturín                   | 84,5  | Maximiliano Richeze | Maximiliano Richeze |
| 2.ª   | 7 de julio  | Aragua de Maturín - Cumaná            | 172,7 | Arthur García       | Arthur García       |
| 3.ª   | 8 de julio  | Circuito en Cumaná                    | 87,6  | Gil Cordovés        | Arthur García       |
| 4.ª   | 9 de julio  | Cumaná - Puerto La Cruz               | 88,7  | Xavier Quevedo      | Arthur García       |
| 5.ª   | 10 de julio | Puerto Píritu - Altagracia de Orituco | 168,1 | Jackson Rodríguez   | Arthur García       |
| 6.ª   | 11 de julio | Altagracia de Orituco - Cagua         | 166,1 | Juan Pablo Villegas | Arthur García       |
| 7.ª   | 12 de julio | Tinaquillo - Barquisimeto             | 204,6 | Maximiliano Richeze | Miguel Ubeto        |
| 8.ª   | 13 de julio | Barquisimeto - San Felipe             | 80,9  | Maximiliano Richeze | Miguel Ubeto        |
| 9.ª   | 14 de julio | San Felipe - Guacara                  | 135,2 | Juan Pablo Villegas | Miguel Ubeto        |
| 10.ª  | 15 de julio | Circuito en Caracas                   | 76,5  | Maximiliano Richeze | Miguel Ubeto        |

## Clasificaciones
- Las clasificaciones finalizaron de la siguiente manera.

### Clasificación general
| Posición | Ciclista            | Equipo                          | Tiempo           |
|          | Miguel Ubeto        | Androni Giocattoli-Venezuela    | 29 h 10 min 29 s |
| 2        | Arthur García       | Lotería del Táchira             | a 12 s           |
| 3        | Adelso Valero       | Gobernación del Zulia           | a 21 s           |
| 4        | Franklin Chacón     | Ejército Bolivariano            | a 22 s           |
| 5        | John Navas          | Kino Táchira - Drodínica        | a 32 s           |
| 6        | Edwin Becerra       | Gobernación del Zulia           | a 41 s           |
| 7        | Fernando Briceño    | Fundación Nelson Cabrera        | a 1 min 07 s     |
| 8        | Maximiliano Richeze | Selección de Argentina          | a 3 min 15 s     |
| 9        | Juan Pablo Villegas | Boyacá Orgullo de América       | a 3 min 48 s     |
| 10       | Darwins Urrea       | Fuerza Motors - Transporte Moya | a 3 min 52 s     |

### Clasificación por puntos
| Posición | Ciclista            | Equipo                    | Puntos |
|          | Maximiliano Richeze | Selección de Argentina    | 171    |
| 2        | Gil Cordovés        | Gobernación del Zulia     | 127    |
| 3        | Juan Pablo Villegas | Boyacá Orgullo de América | 119    |

### Clasificación de la montaña
| Posición | Ciclista       | Equipo                       | Puntos |
|          | Manuel Medina  | Gobernación del Zulia        | 15     |
| 2        | Yosvangs Rojas | Kino Táchira - Drodínica     | 9      |
| 3        | Miguel Ubeto   | Androni Giocattoli-Venezuela | 8      |

### Clasificación de los sprints
| Posición | Ciclista      | Equipo                | Puntos |
|          | Gil Cordovés  | Gobernación del Zulia | 27     |
| 2        | José Bone     | Selección de Ecuador  | 24     |
| 3        | Arthur García | Lotería del Táchira   | 22     |

### Clasificación de los jóvenes
| Posición | Ciclista          | Equipo                   | Tiempo           |
|          | Fernando Briceño  | Fundación Nelson Cabrera | 29 h 11 min 36 s |
| 2        | Enrique Luis Díaz | Kino Táchira - Drodínica | a 3 min 24 s     |
| 3        | Ramón Martin      | Selección de Cuba        | a 7 min 26 s     |

### Clasificación por equipos
| Posición | Equipo                       | Tiempo           |
|          | Gobernación del Zulia        | 87 h 37 min 00 s |
| 2        | Kino Táchira - Drodínica     | a 22 s           |
| 3        | Androni Giocattoli-Venezuela | a 4 min 21 s     |
| 4        | Lotería del Táchira          | a 4 min 35 s     |
| 5        | Ejército Bolivariano         | a 5 min 29 s     |

## UCI America Tour
La carrera al estar integrada al UCI America Tour 2011-2012 otorga puntos para dicho campeonato. El baremo de puntuación es el siguiente:
| Posición                    | 1º | 2º | 3º | 4º | 5º | 6º | 7º | 8º |
| Clasificación general final | 40 | 30 | 16 | 12 | 10 | 8  | 6  | 3  |
| Por etapa                   | 8  | 5  | 2  |    |    |    |    |    |
| Lider General por etapa     | 4  |    |    |    |    |    |    |    |

Los puntos obtenidos por los ciclistas se repartieron de la siguiente forma:
| Ciclista              | Equipo                       | Puntos por la clasificación final | Puntos de etapa | Puntos de líder | Total |
| --------------------- | ---------------------------- | --------------------------------- | --------------- | --------------- | ----- |
| Miguel Ubeto          | Androni Giocattoli-Venezuela | 40                                | 10              | 12              | 62    |
| Arthur García**       | Lotería del Táchira          | 30                                | 10              | 20              | 60    |
| Maximiliano Richeze   | Selección de Argentina       | 3                                 | 44              | 4               | 51    |
| Juan Pablo Villegas** | Boyacá Orgullo de América    | -                                 | 20              | -               | 20    |
| Gil Cordovés**        | Gobernación del Zulia        | -                                 | 20              | -               | 20    |
| Adelso Valero**       | Gobernación del Zulia        | 16                                | 2               | -               | 18    |
| Franklin Chacón**     | Ejército Bolivariano         | 12                                | 5               | -               | 17    |
| John Navas**          | Kino Táchira - Drodínica     | 10                                | -               | -               | 10    |
| Jesús María Pérez**   | Gobernación de Carabobo      | -                                 | 9               | -               | 9     |
| Edwin Becerra**       | Gobernación del Zulia        | 8                                 | -               | -               | 8     |
| Jackson Rodríguez     | Androni Giocattoli-Venezuela | -                                 | 8               | -               | 8     |
| Xavier Quevedo**      | Gobernación del Zulia        | -                                 | 8               | -               | 8     |
| Fernando Briceño**    | Fundación Nelson Cabrera     | 6                                 | -               | -               | 6     |
| Enrique Luis Díaz**   | Kino Táchira - Drodínica     | -                                 | 5               | -               | 5     |
| Richard Ochoa**       | Gobernación de Carabobo      | -                                 | 5               | -               | 5     |
| Pedro Gutiérrez**     | Gobernación del Zulia        | -                                 | 2               | -               | 2     |
| Mauro Richeze         | Selección de Argentina       | -                                 | 2               | -               | 2     |

- ** Sus puntos no van a la clasificación por equipos del UCI América Tour. Sólo van a la clasificación individual y por países, ya que los equipos a los que pertenecen no son profesionales.